# 安赫尔·梅纳
安赫尔·梅纳（西班牙語：Ángel Mena，1988年1月21日—），厄瓜多尔男子足球运动员，场上位置是翼锋。他曾代表厄瓜多尔国家队参加2022年国际足联世界杯，结果队伍止步小组赛阶段。

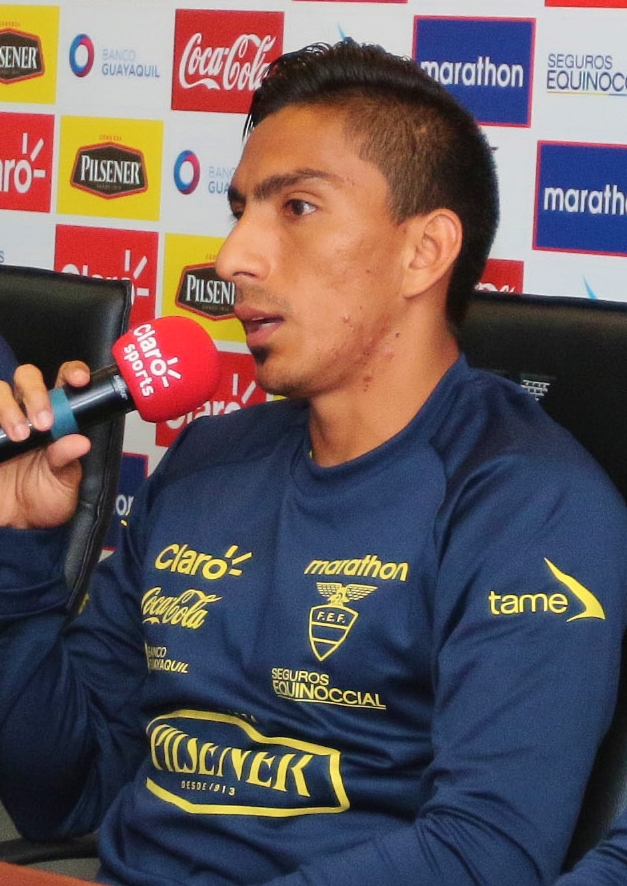
2015年